# 千佛镇 (阆中市)
千佛镇，是中华人民共和国四川省南充市阆中市下辖的一个乡镇级行政单位。2019年10月，撤销金子乡，将其所属行政区域划归千佛镇管辖。

## 行政区划
千佛镇下辖以下地区：
千佛社区、小保宁村、毡帽山村、猪垭槽村、大云寺村、九节梁村、竹林垭村、华严寺村、天目观村、龙吟山村、射弓垭村、乐里庙村和凤凰山村，麻石垭村、礼台观村、渔溪沟村、金子山村、灯盏坝村、阳大坎村、立笔山村、铜鼓岭村和长乐场村。